# 翠竹花園

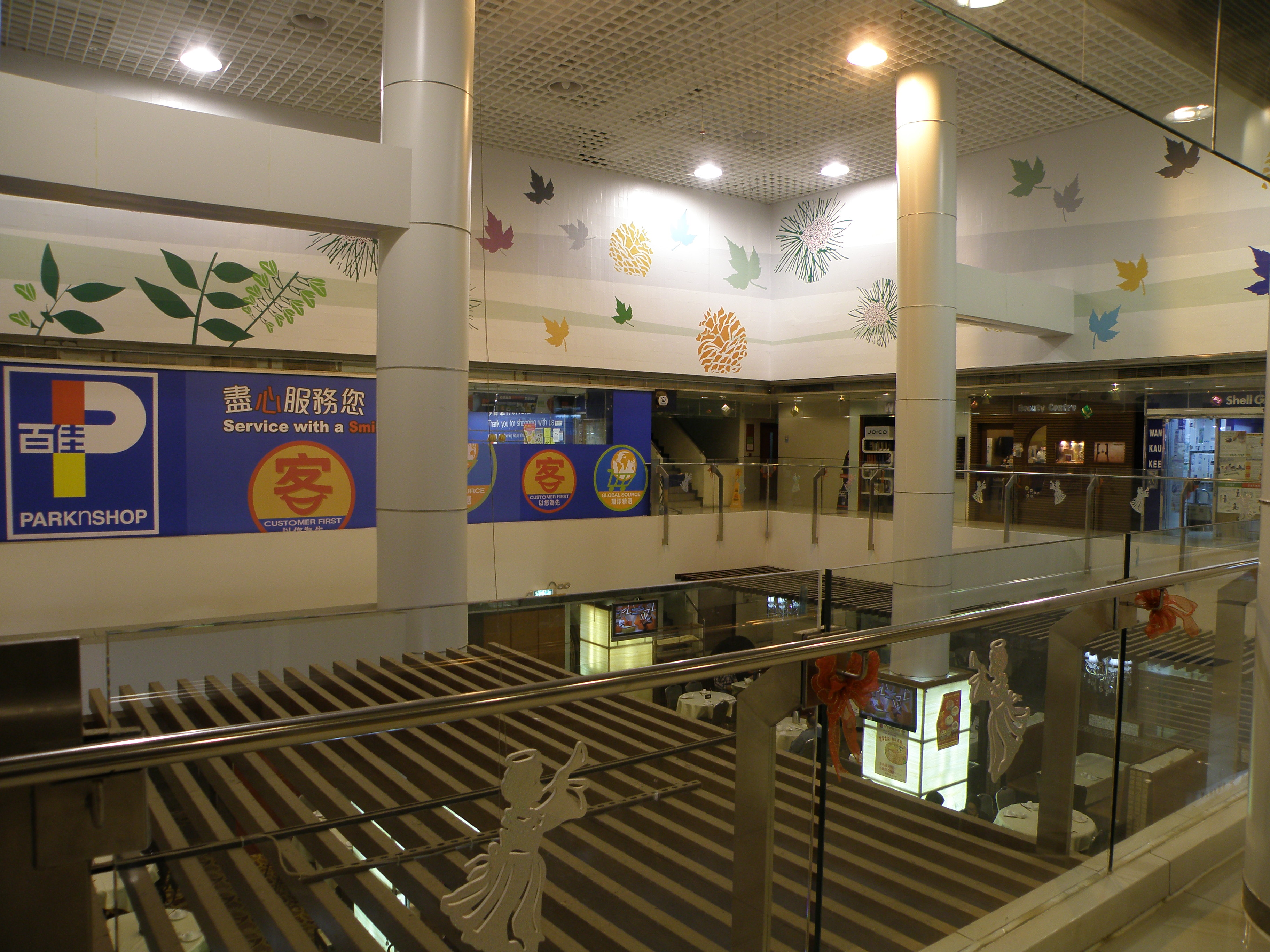
翠竹商場內貌

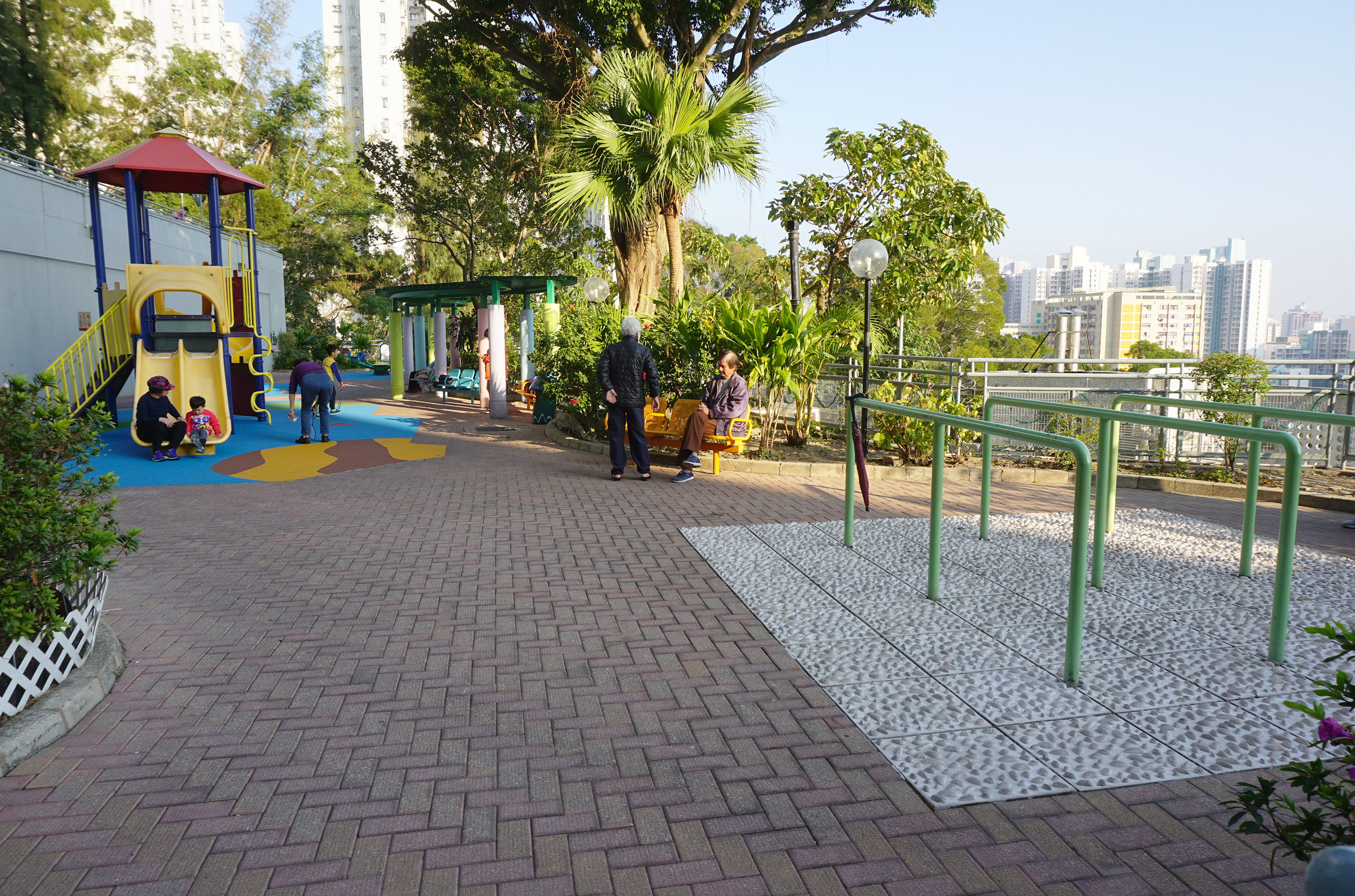
滑梯、坐立式團團轉及卵石路步行徑

翠竹花園（英語：Tsui Chuk Garden）是香港的一個私人機構參建居屋屋苑，位於黃大仙區馬仔坑翠竹街8號、新九龍6023號地段，佔地55760平方米，已建面積達192259平方米。屋苑的前身是1986年清拆的獅子山下村寮屋區。整個屋苑由青木建設及禮頓建築合資經營的「亮雅發展有限公司」（Lanon Development Ltd.）發展，並由關吳黃建築師事務所關永康建築師負責設計。與此同時，屋苑由香港房屋委員會負責監管整個發展過程及推售，並且為居者有其屋計劃第10期乙、第10期丙、第12期乙出售屋苑之一。

## 屋苑資料

### 樓宇
第一期（即4-11座）及第二期（即第1至3及12座）於1989年落成；而在後期再增建的第三期兩座樓宇（即第13至14座）則於1991年落成，共提供3524個單位。
| 樓宇座號 | 門牌號碼  | 樓宇類型                      | 落成日期  | 每座層數 | 每層伙數 | 每座單位數目（伙） | 建築師                         | 承建商   | 提供升降機的廠商 | 期數 |
| -------- | --------- | ----------------------------- | --------- | -------- | -------- | ------------------ | ------------------------------ | -------- | ---------------- | ---- |
| 第1座    | 翠竹街8號 | 私人參建居屋樓宇 （十字井型） | 1989年9月 | 22       | 10       | 218                | 關吳黃建築師事務所關永康建築師 | （待查） | 蒂森克虜伯       | 2    |
| 第2座    | 翠竹街8號 | 私人參建居屋樓宇 （十字井型） | 1989年9月 | 22       | 10       | 218                | 關吳黃建築師事務所關永康建築師 | （待查） | 蒂森克虜伯       | 2    |
| 第3座    | 翠竹街8號 | 私人參建居屋樓宇 （十字井型） | 1989年9月 | 30       | 10       | 298                | 關吳黃建築師事務所關永康建築師 | （待查） | 蒂森克虜伯       | 2    |
| 第4座    | 翠竹街8號 | 私人參建居屋樓宇 （十字井型） | 1989年9月 | 21       | 10       | 215                | 關吳黃建築師事務所關永康建築師 | （待查） | 蒂森克虜伯       | 1    |
| 第5座    | 翠竹街8號 | 私人參建居屋樓宇 （十字井型） | 1989年9月 | 21       | 10       | 216                | 關吳黃建築師事務所關永康建築師 | （待查） | 蒂森克虜伯       | 1    |
| 第6座    | 翠竹街8號 | 私人參建居屋樓宇 （十字井型） | 1989年9月 | 21       | 10       | 216                | 關吳黃建築師事務所關永康建築師 | （待查） | 蒂森克虜伯       | 1    |
| 第7座    | 翠竹街8號 | 私人參建居屋樓宇 （十字井型） | 1989年9月 | 30       | 10       | 298                | 關吳黃建築師事務所關永康建築師 | （待查） | 蒂森克虜伯       | 1    |
| 第8座    | 翠竹街8號 | 私人參建居屋樓宇 （十字井型） | 1989年9月 | 30       | 10       | 298                | 關吳黃建築師事務所關永康建築師 | （待查） | 蒂森克虜伯       | 1    |
| 第9座    | 翠竹街8號 | 私人參建居屋樓宇 （十字井型） | 1989年9月 | 30       | 10       | 298                | 關吳黃建築師事務所關永康建築師 | （待查） | 蒂森克虜伯       | 1    |
| 第10座   | 翠竹街8號 | 私人參建居屋樓宇 （十字井型） | 1989年9月 | 30       | 10       | 298                | 關吳黃建築師事務所關永康建築師 | （待查） | 蒂森克虜伯       | 1    |
| 第11座   | 翠竹街8號 | 私人參建居屋樓宇 （十字井型） | 1989年9月 | 22       | 10       | 218                | 關吳黃建築師事務所關永康建築師 | （待查） | 蒂森克虜伯       | 1    |
| 第12座   | 翠竹街8號 | 私人參建居屋樓宇 （十字井型） | 1989年9月 | 30       | 10       | 296                | 關吳黃建築師事務所關永康建築師 | （待查） | 蒂森克虜伯       | 2    |
| 第13座   | 翠竹街8號 | 私人參建居屋樓宇 （十字井型） | 1991年7月 | 22       | 10       | 218                | 關吳黃建築師事務所關永康建築師 | （待查） | 蒂森克虜伯       | 3    |
| 第14座   | 翠竹街8號 | 私人參建居屋樓宇 （十字井型） | 1991年7月 | 22       | 10       | 216                | 關吳黃建築師事務所關永康建築師 | （待查） | 蒂森克虜伯       | 3    |

### 配套設施
第11座旁設有綜合大樓，內有停車場及屋苑私人游泳池。而第6座對外設有小徑連接獅子山郊野公園及麥理浩徑前往獅子山一帶（設有大閘阻隔，須以智能住戶證開啟通道大閘）

### 商場
屋苑內設有7層高之商場。3樓及以上設有茶餐廳、酒家、超級市場、便利店、士多、西醫診所、中醫診所、洗衣店、理髮店、石油氣公司、地產公司、裝修公司、管理處辦公室及多間小型店舖。而位於5樓之街市及酒家分別在2000年及2003年左右停止營業並且空置，於2011年起改為酒樓。而商場天台設有室外活動中心。
商場旁設有1座2層高的嘉寶中英文幼稚園，嘉寶中英文幼稚園於2003年停辦，校舍其後一直只為區議會和立法會等各種選舉的投票站，在2013年底改建成基督教教會會堂「平安福音堂」。

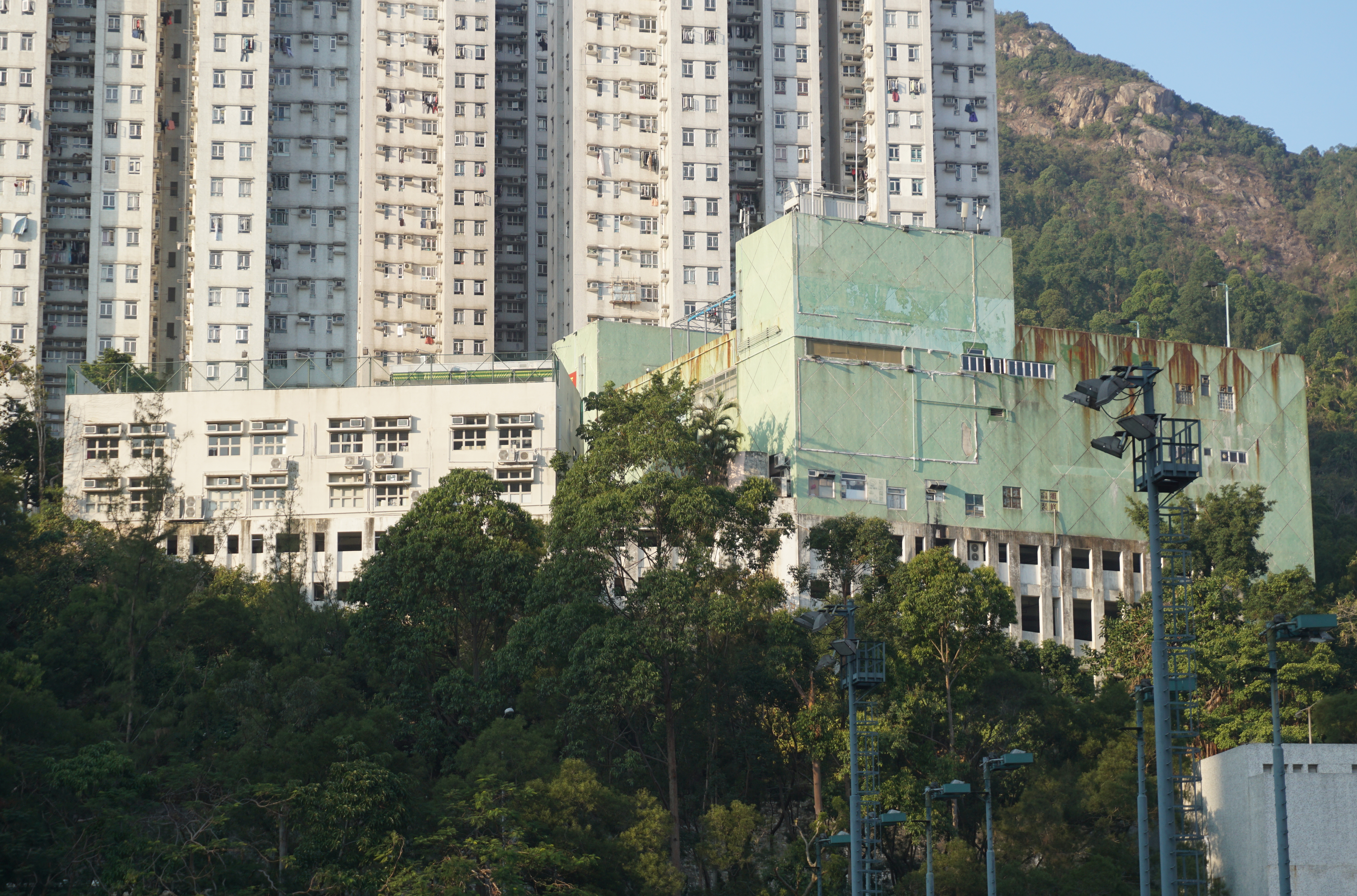
平安福音堂及翠竹商場外貌
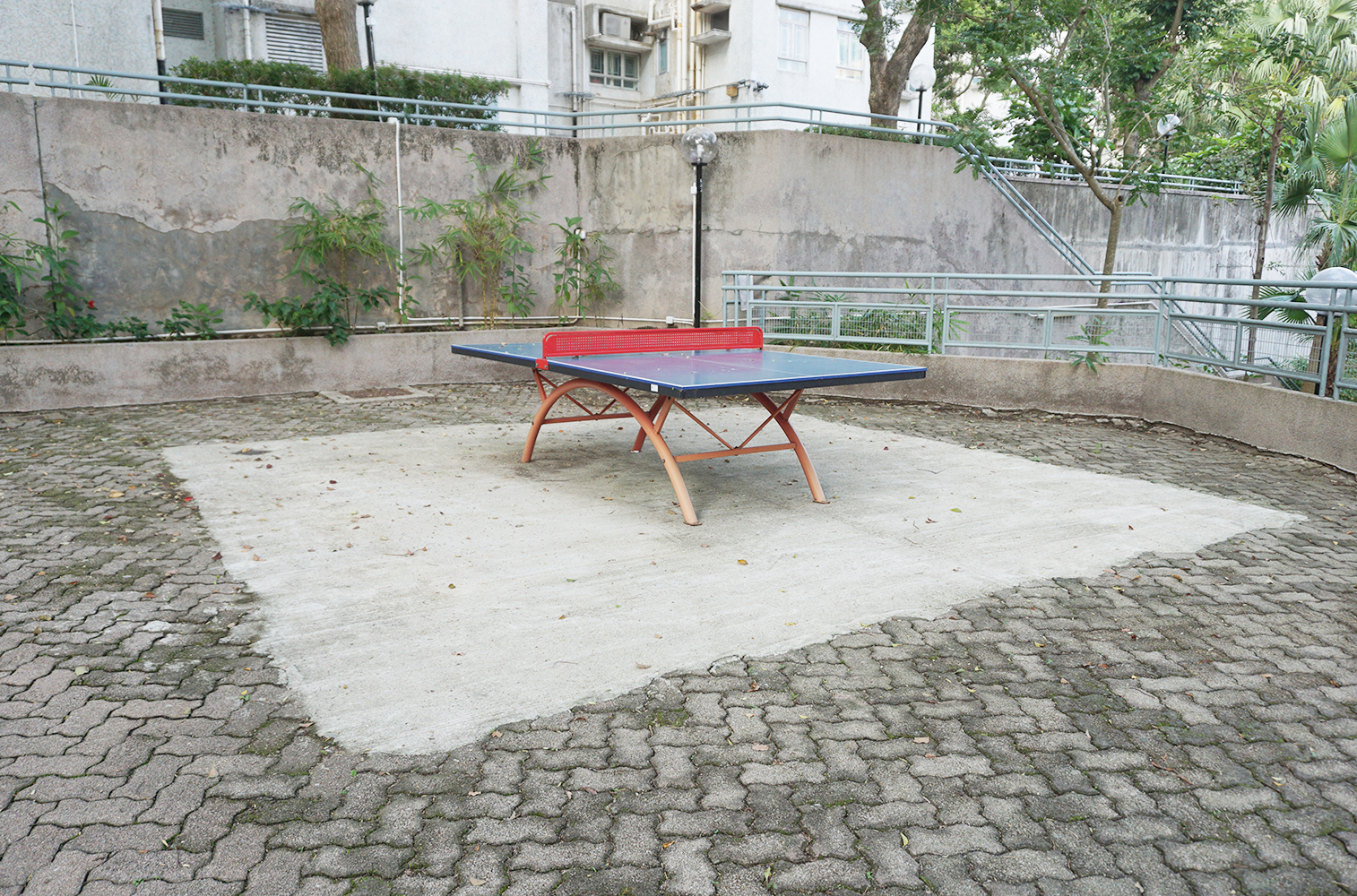
乒乓球桌
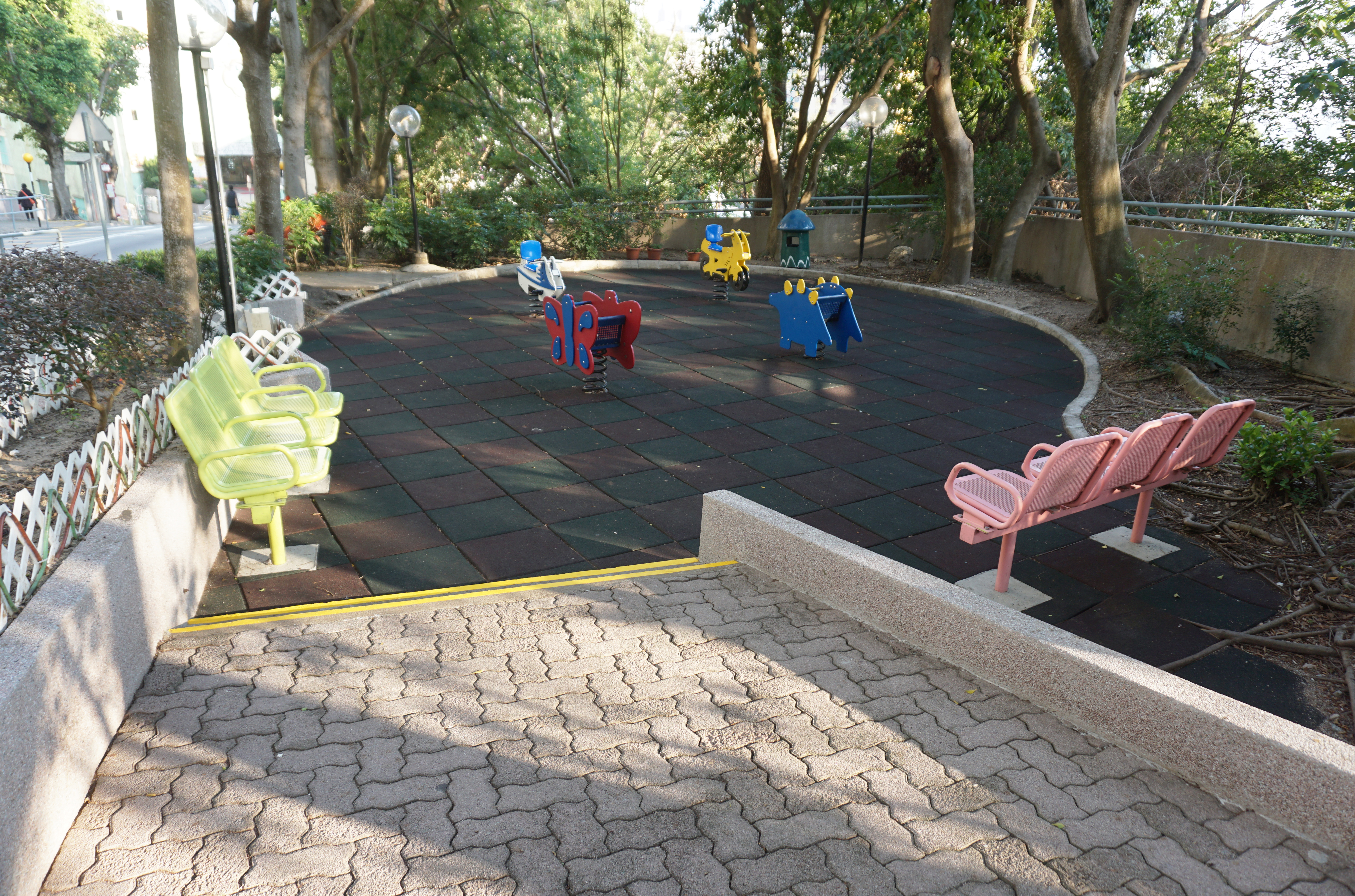
彈簧椅
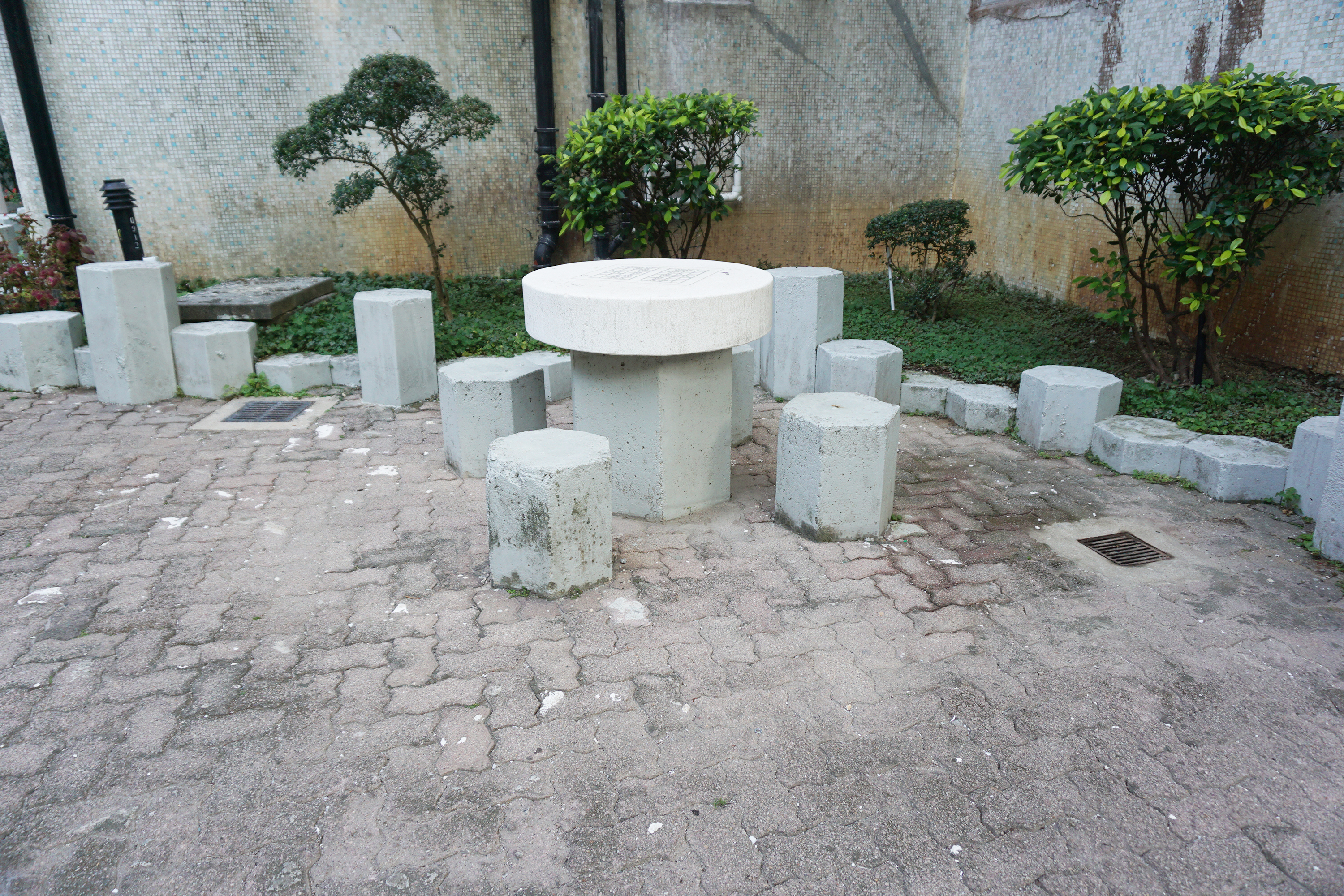
棋藝區
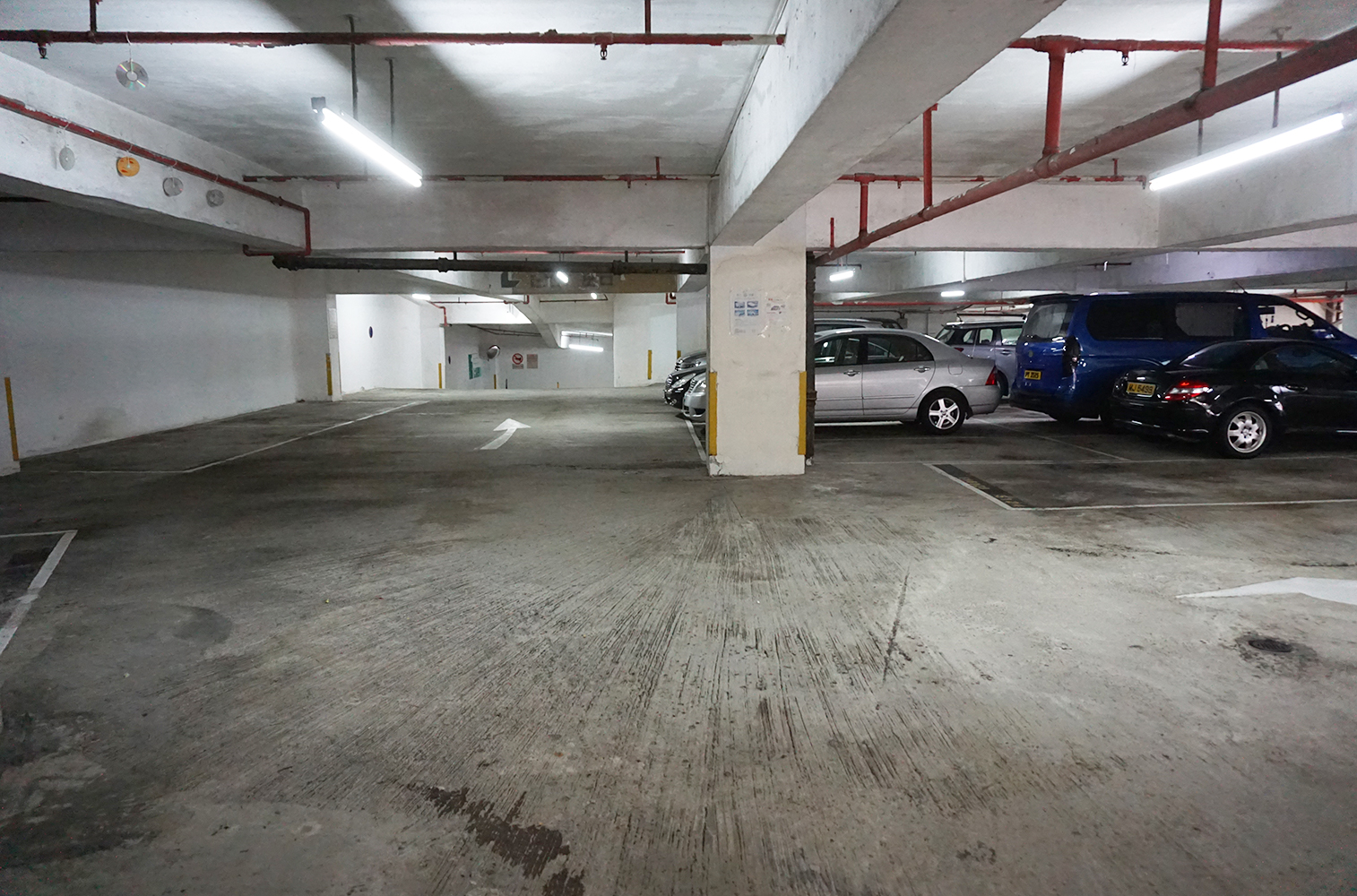
停車場
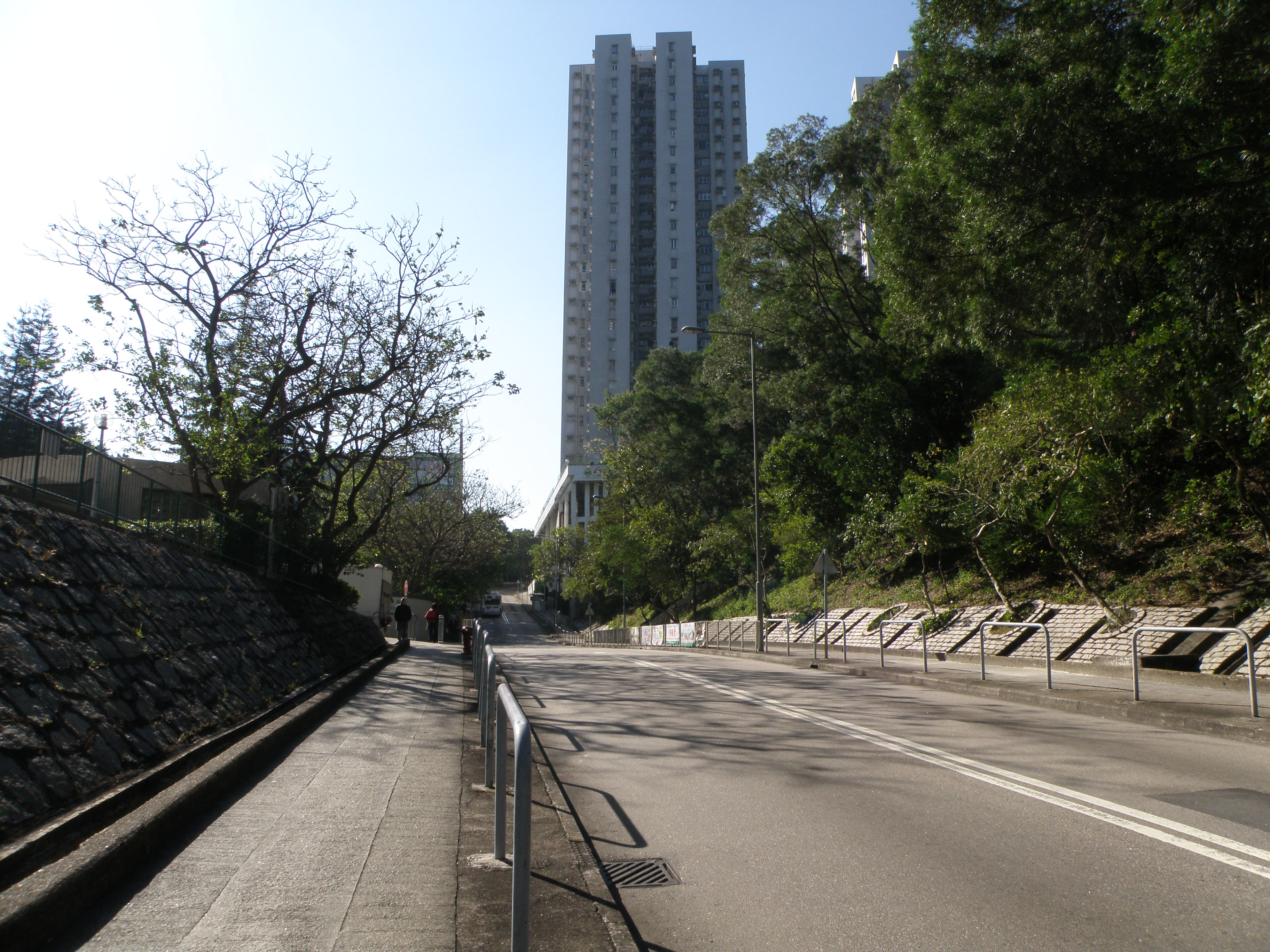
翠竹花園唯一聯外道路翠竹街，後方為第14座

## 事件
2002年10月30日，翠竹花園第2座一個單位發生石油氣爆炸案，造成3死21傷。

## 備註
1. ↑  別稱 "Aoki Leighton Joint Venture"

## 外部連結
- 香港房屋委員會 翠竹花園資料